# Neoharriotta carri
Neoharriotta carri é uma espécie de peixe da família Rhinochimaeridae.
Pode ser encontrada nos seguintes países: Colômbia e Venezuela.
Os seus habitats naturais são: mar aberto.
Está ameaçada por perda de habitat.